# Jaroslav Sapík
Jaroslav Sapík (* 19. srpna 1952 Brno) je český šéfkuchař, gastronom, podnikatel, publicista a moderátor televizních pořadů o vaření.

## Život
Narodil se 19. srpna 1952 v Brně. Po základní škole se v pražském hotelu Ambassador vyučil kuchařem, následně tam v letech 1967–1995 i pracoval a postupně se propracoval až do pozice šéfkuchaře. Od roku 1992 vlastní restauraci a penzion U Sapíků v Klokočné, kde rovněž bydlí. Vařil také několika prezidentům na Pražském hradě či v hotelích ve Vídni, Španělsku, Indii nebo Singapuru. V roce 2009 obnovil Československý svaz kuchařů.
V letech 2015–2016 moderoval spolu s Jiřím Babicou pořad TV Barrandov Babica vs. Sapík.